# Ô tô Thế giới
Die Công ty ô tô Thế giới, in englischer Sprache World Auto Co., Ltd. (Weltauto), ist der offizielle Generalimporteur für Automobile der deutschen Marke Volkswagen in Vietnam. Das im Jahr 2006 gegründete und an der Börse notierte Unternehmen hat seinen Unternehmenssitz in der Ho-Chi-Minh-Stadt und versorgt fünf Vertragshändler. Seit September 2007 ist das Unternehmen auch in einem Joint-Venture mit den Unternehmen Công ty Vinashin và Sản xuất Thương mại und Công ty Vinashin Nghiệp tàu thủy Việt Nam Tổng công als Monteur für Kraftfahrzeuge tätig und vertritt selbst die Seite der Volkswagen AG. Die Montagehalle umfasst eine Fläche von 100 Hektar und ist eines von drei Unternehmen in dem im September 2006 eingerichteten Industriegebiet Vinashin-Shinec in Hải Phòng. Investoren aus insgesamt fünf Ländern, darunter Japan, Südkorea, Niederlande und Schweden, hatten für die Errichtung des Werkes eine Summe von 120 Millionen US-Dollar bereitgestellt. Die letzten Verträge für das Gemeinschaftsunternehmen wurden im April des Folgejahres unterzeichnet.
Im September 2009, also drei Jahre nach Baubeginn, wurde die Arbeit in dem Montagebetrieb aufgenommen. Als erstes Modell ist hier der Volkswagen Tiguan zusammengebaut geworden. Seit dem September wird hier auch die Teilemontage des in Mexiko eingestellten Volkswagen New Beetle gemacht, der von hier aus exportiert wird. In Plänen, gegen den in Asien erfolgreichen Rivalen Toyota anzugehen, lassen Gesamtbetriebsratschef Bernd Osterloh und Vorstandsvorsitzender Martin Winterkorn seit dem September 2010 mögliche Standorte für eine mögliche Produktion des Volkswagen Amarok im südostasiatischen Raum prüfen. Ab 200.000 Einheiten vom Amarok sollen jährlich hergestellt werden. Lokale Konkurrenten sind hauptsächlich der Toyota Hi-Lux und der Isuzu D-Max. Ob das Modell in Vietnam oder von Suzuki in Thailand hergestellt werden wird, ist noch umstritten, da Marktbeobachter für den thailändischen Markt für PickUps, rückläufige Anmeldezahlen auf Grund staatlicher Steuervergünstigungen von Kleinst- und Kleinwagen, berichten.
Mit der derzeitigen Automobilmontage von VW im ASEAN-Raum, wozu neben der ebenfalls in Vietnam ansässigen Công ty Trách nhiệm hữu hạn Liên-A quốc tế auch die Garuda Mataram Motor, PT. in Indonesien und die demnächst beginnende Produktion bei der HICOM Automotive Manufacturers (Malaysia) Sdn. Bhd. in Malaysia gezählt wird, wird der zu erwartende Marktanteil Volkswagens in den nächsten Jahren bei 0,2 Prozent liegen. Toyota dagegen deckt bereits ein Kontingent von ganzen 33 Prozent in den ASEAN-Staaten ab und stellt damit den Marktführer. Um sich in der Mittelklasse anzusiedeln soll in Vietnam ab Januar 2011 die Montage des Volkswagen Passat beginnen, der hier dem Toyota Camry und dem Toyota Corolla Altis, eine Konkurrenz stellen wird. Parallel dazu soll der Volkswagen Lavida importiert werden, der mit dem Toyota Vios konkurrieren wird.

## Modellübersicht

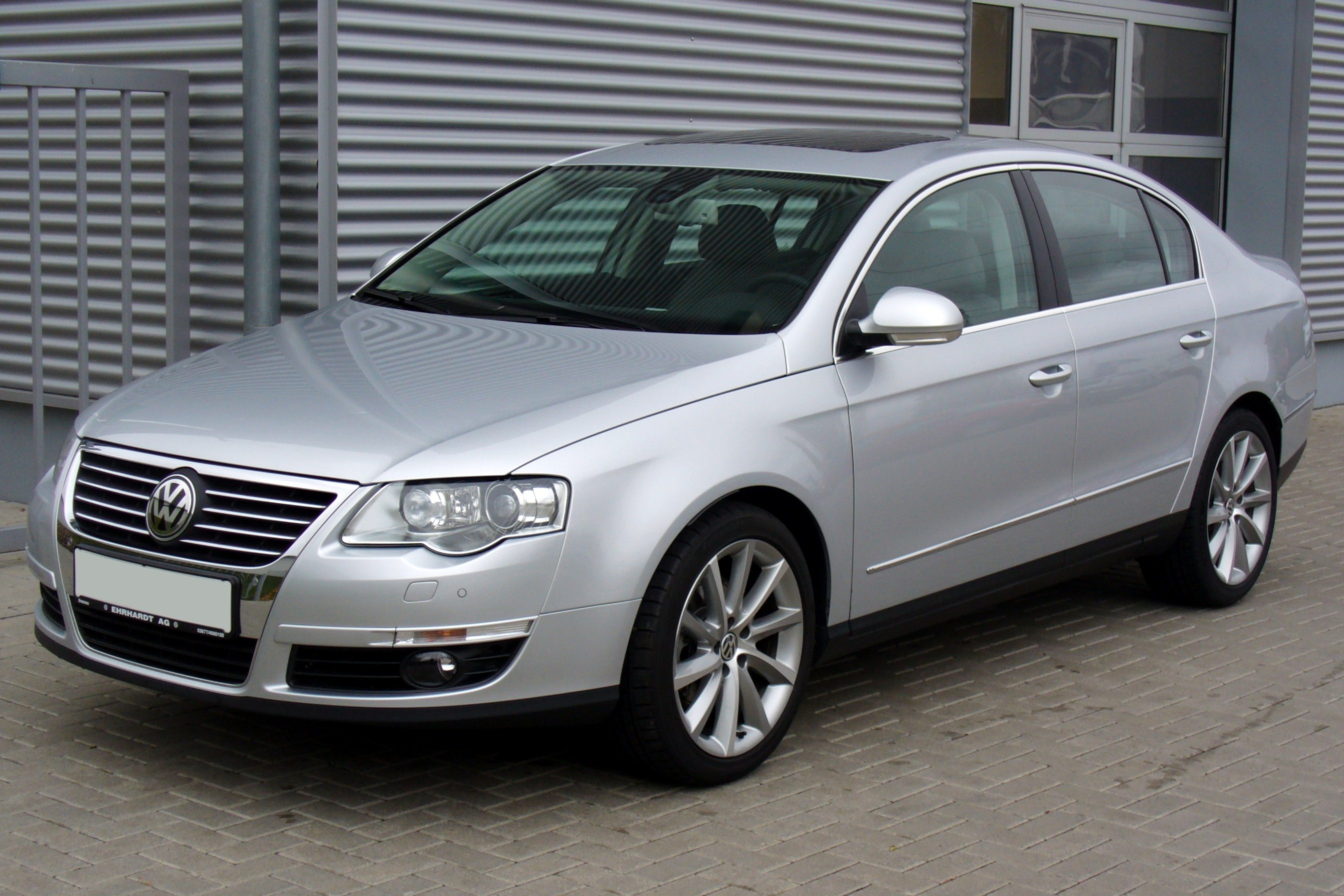
Volkswagen Passat 9/2006 bis 1/2011 Import (VAG)
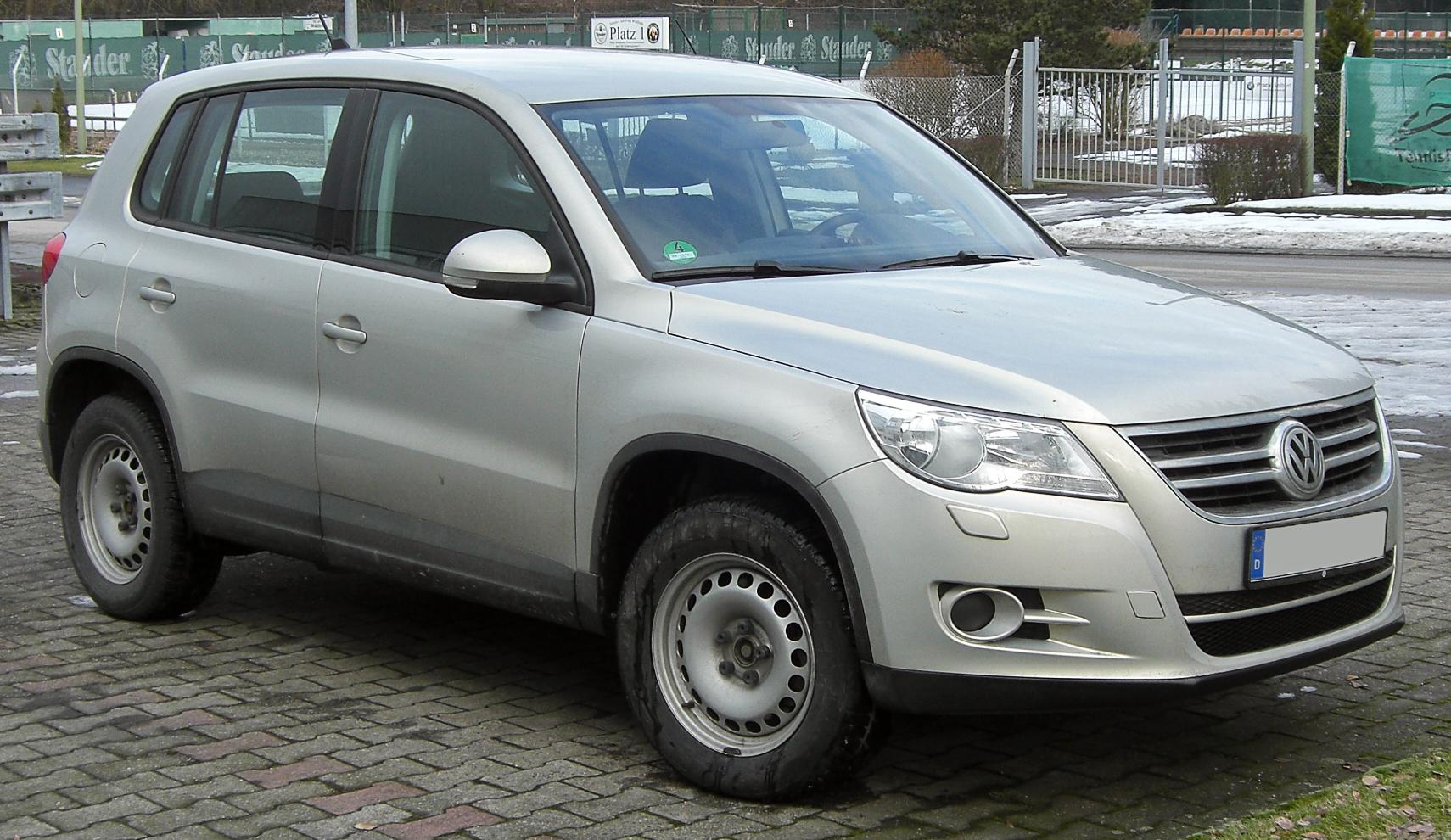
Volkswagen Tiguan seit 9/2009 CKD-Montage
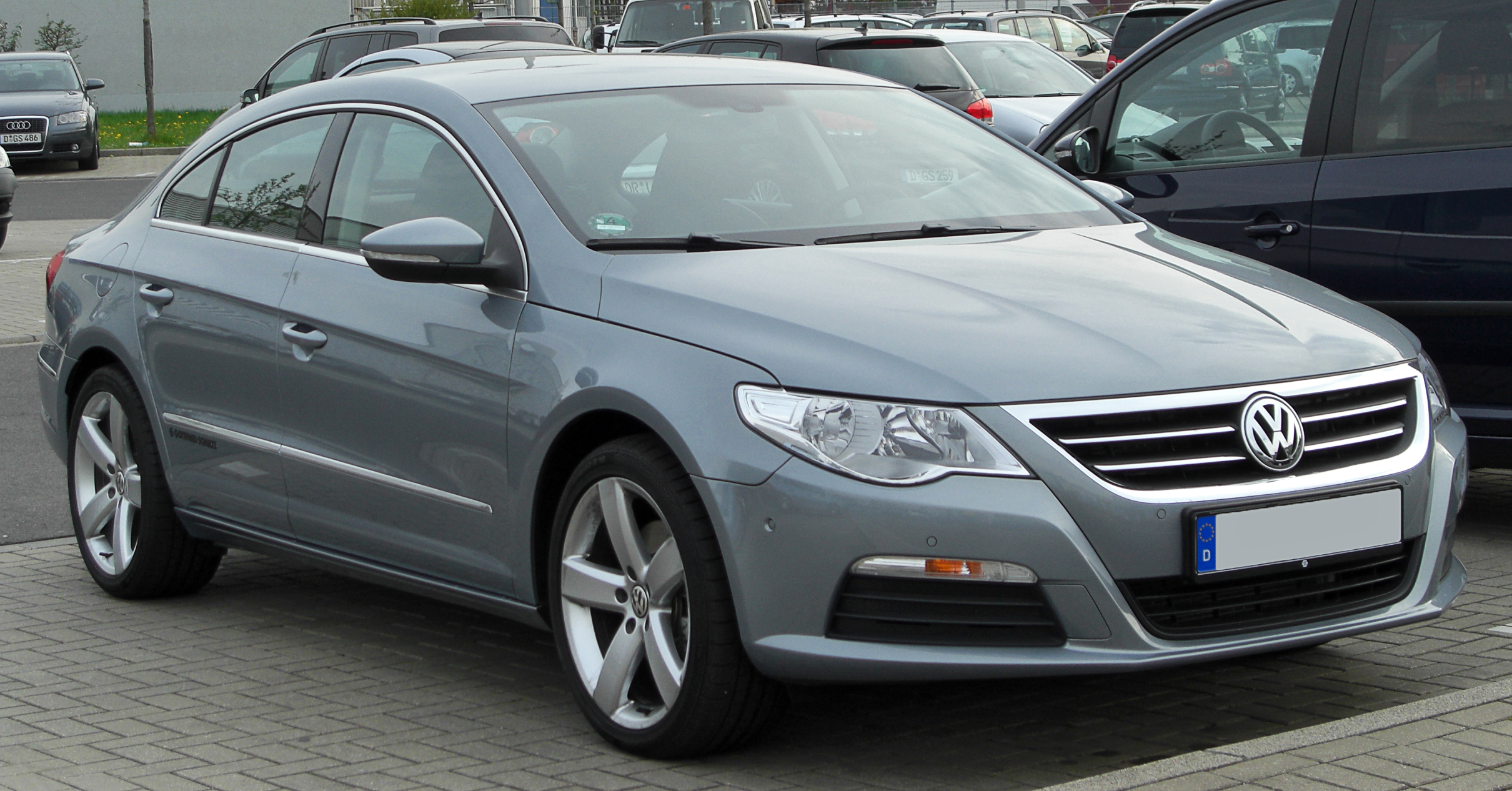
Volkswagen CC seit 9/2010 Import (SVW)
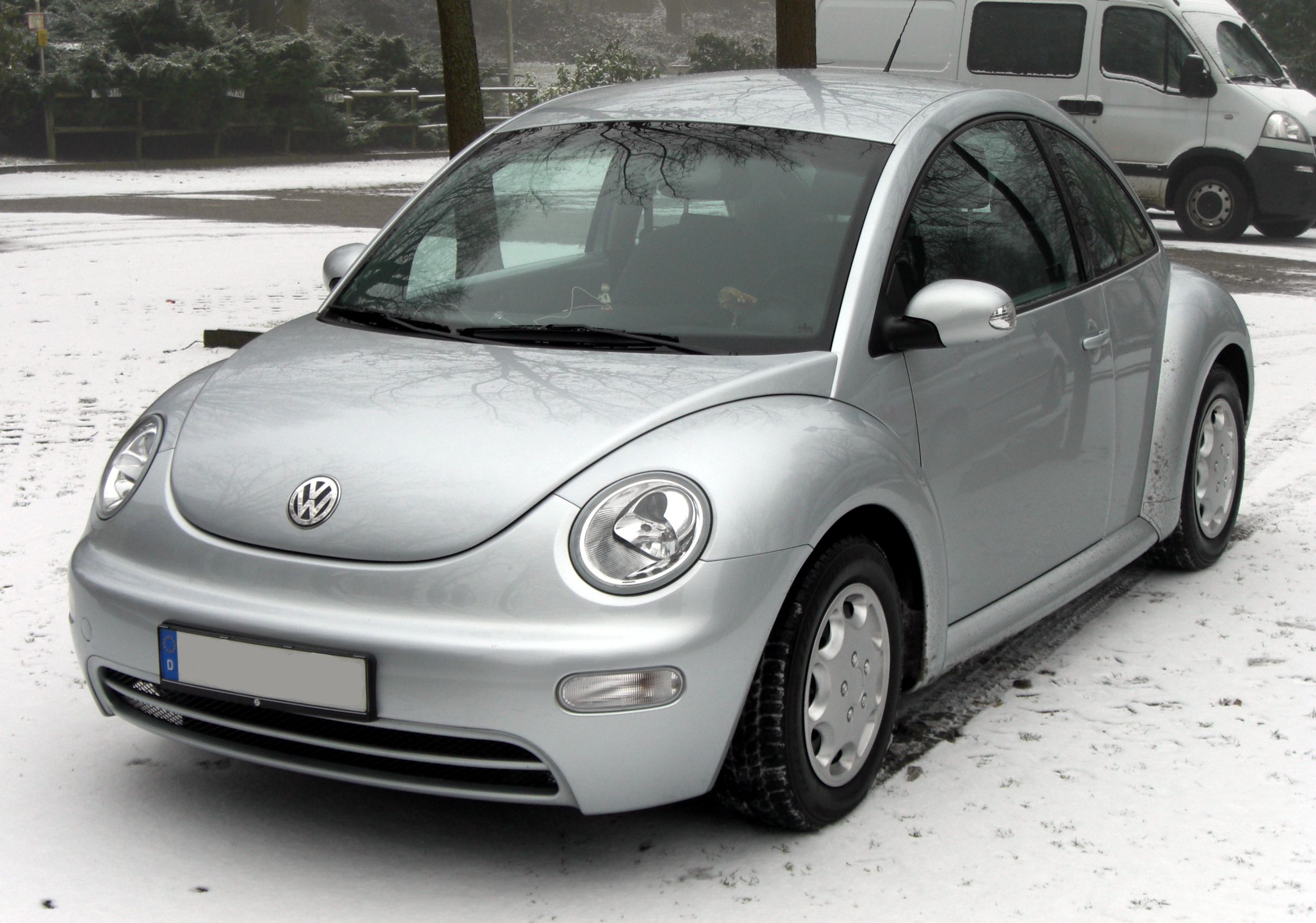
Volkswagen New Beetle seit 9/2010 CKD-Montage
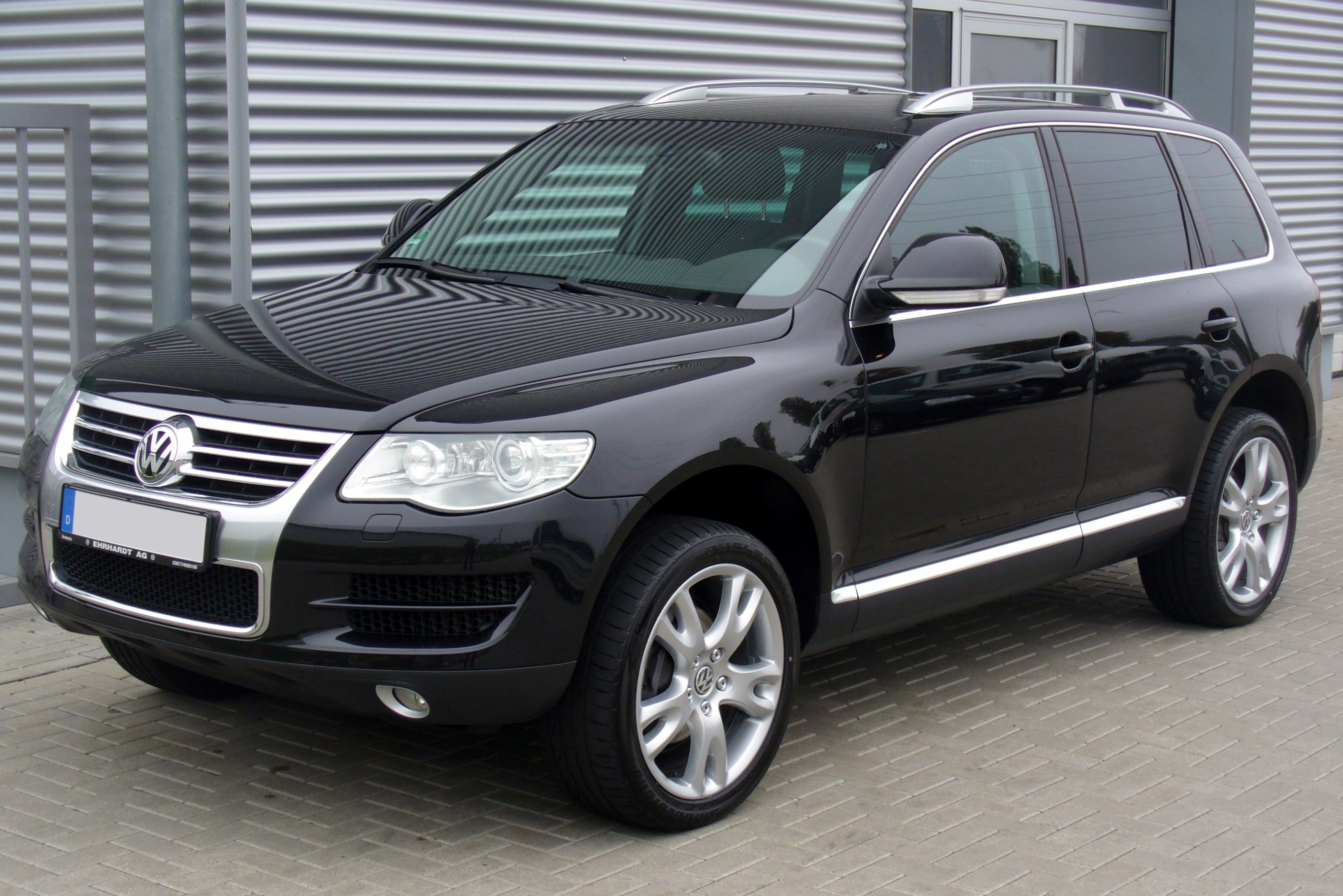
Volkswagen Touareg seit 9/2010 Import (SVW)
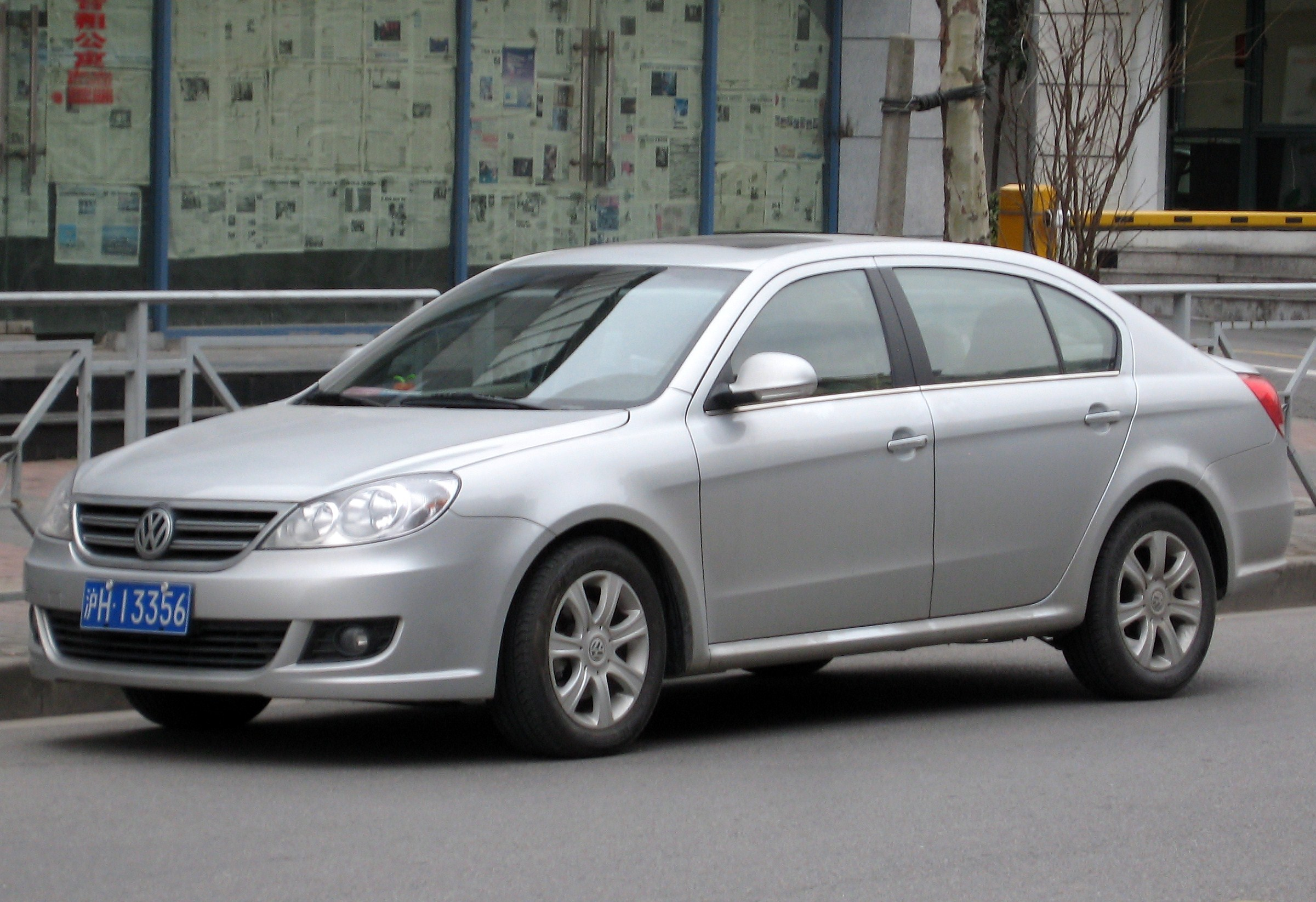
Volkswagen Lavida ab 1/2011 Import (SVW)
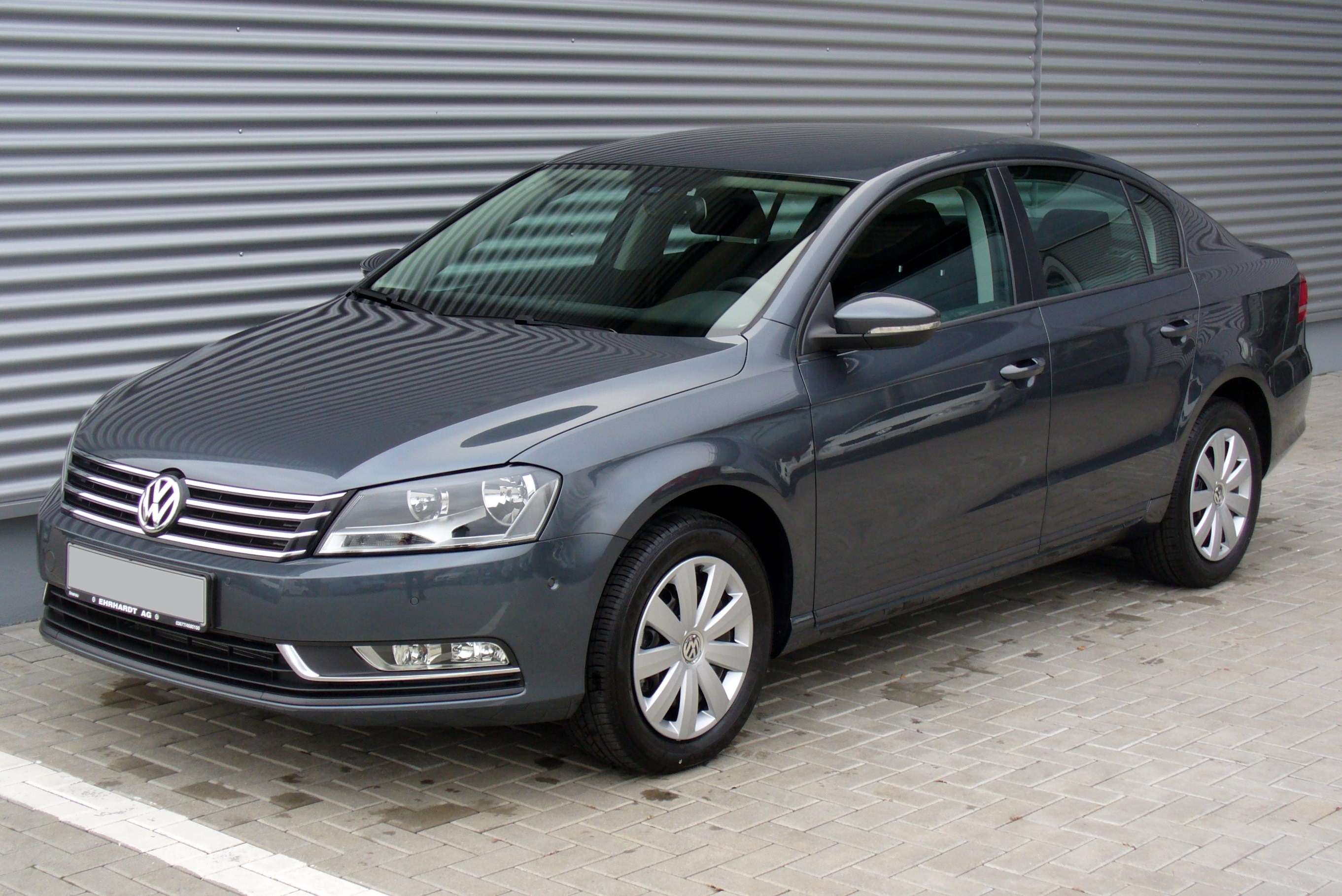
Volkswagen Passat ab 1/2011 CKD-Montage
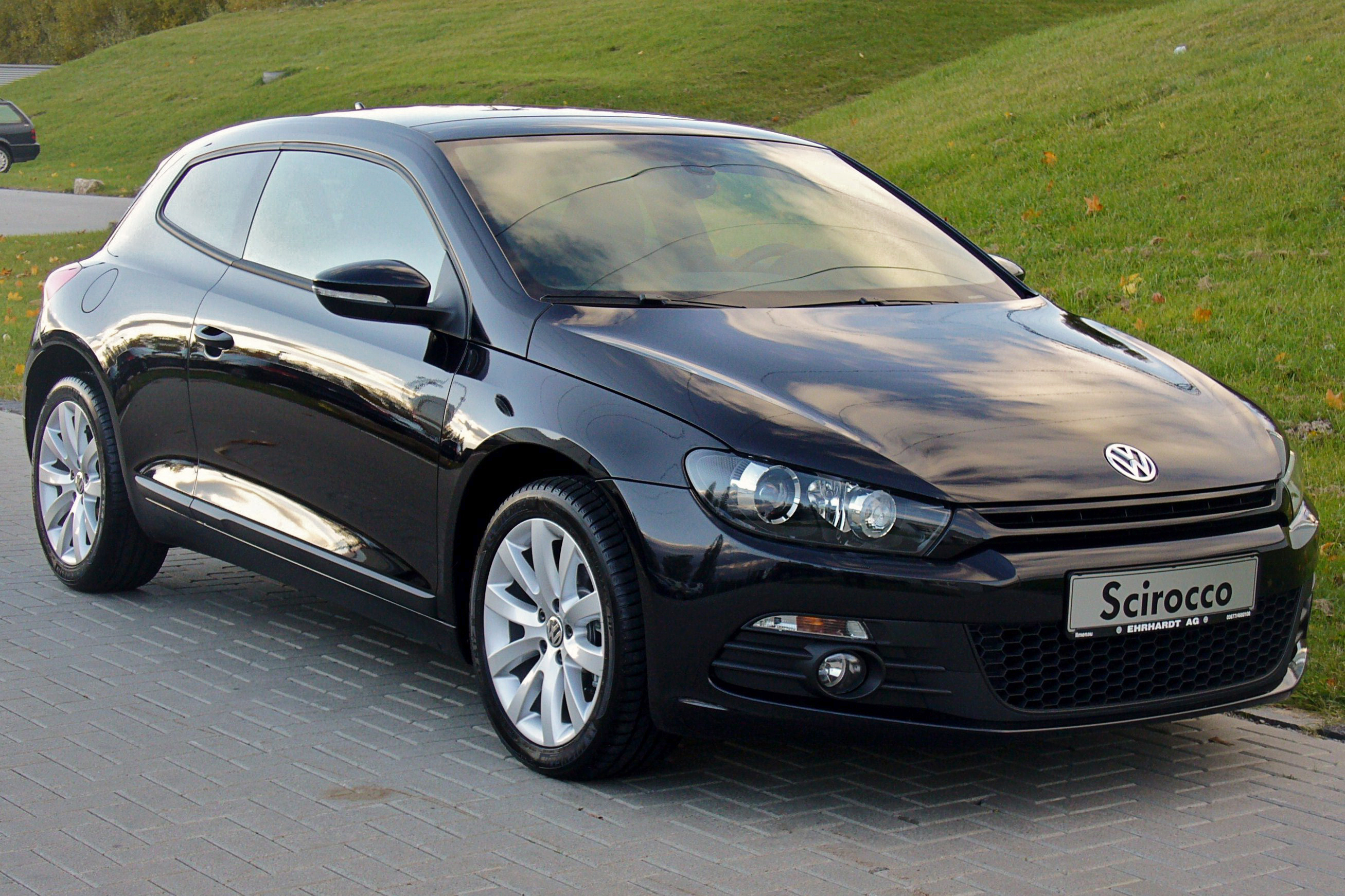
Volkswagen Scirocco seit 1/2011 Import (VAG)
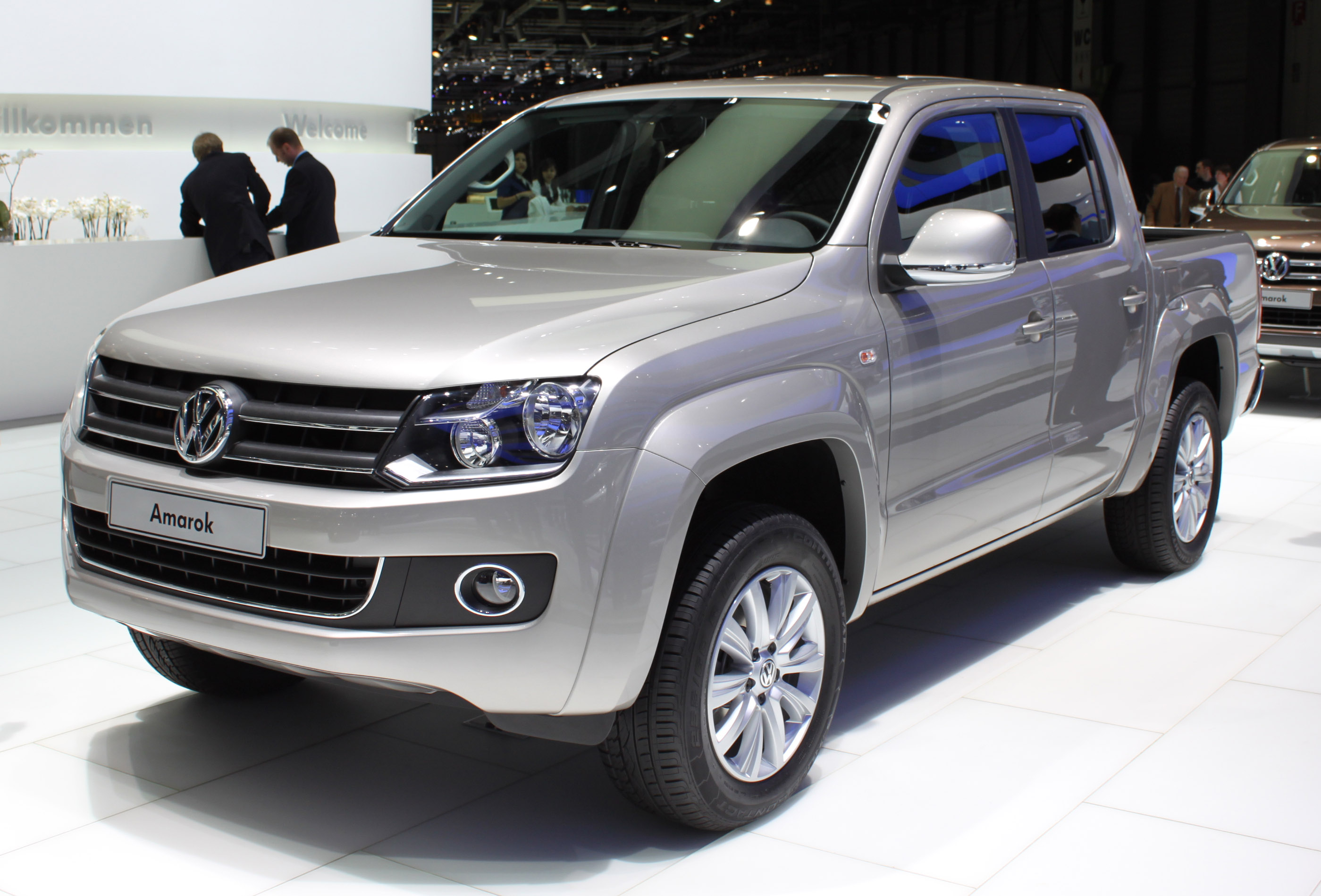
Volkswagen Amarok Produktion noch umstritten